# Wiśniowa (powiat ropczycko-sędziszowski)
Wiśniowa – wieś w Polsce położona w województwie podkarpackim, w powiecie ropczycko-sędziszowskim, w gminie Iwierzyce.
| SIMC    | Nazwa          | Rodzaj    |
| ------- | -------------- | --------- |
| 0651915 | Dolna Wiśniowa | część wsi |
| 0651921 | Dziadówki      | część wsi |
| 0651938 | Górna Wiśniowa | część wsi |
| 0651944 | Kamieniec      | część wsi |
| 1043075 | Łysa Góra      | część wsi |
| 1043106 | Podlesie       | część wsi |
| 0651950 | Rzeki          | część wsi |

W latach 1975–1998 miejscowość należała administracyjnie do województwa rzeszowskiego.
Przez miejscowość przepływa Bystrzyca, niewielka rzeka dorzecza Wisły, dopływ Wielopolki.
Wierni Kościoła rzymskokatolickiego należą parafii pod wezwaniem św. Franciszka z Asyżu w Bystrzycy oraz do parafii św. Michała Archanioła w Nockowej należących do dekanatu Sędziszów Małopolski, diecezji rzeszowskiej.